# لا أوليفا
بلدية لا أوليفا (بالإسبانية: La Oliva) هي بلدية تقع في مقاطعة لاس بالماس التابعة لمنطقة جزر الكناري جنوب غرب إسبانيا.

## الديموغرافيا
بلغ عدد سكان بلدية لا أوليفا 22.953 نسمة عام 2011 (وفقاً للمعهد الوطني للإحصاء الإسباني).
| 6.956 | 9.547 | 13.026 | 17.273 | 20.084 | 21.996 | 22.953 |

## معرض صور

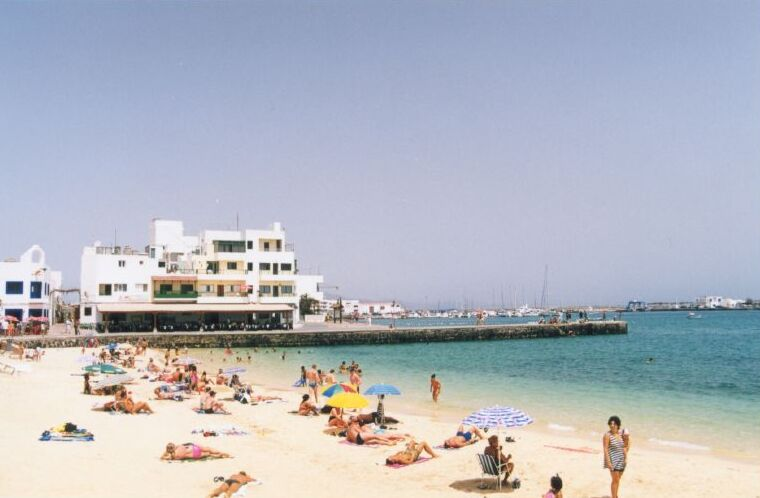
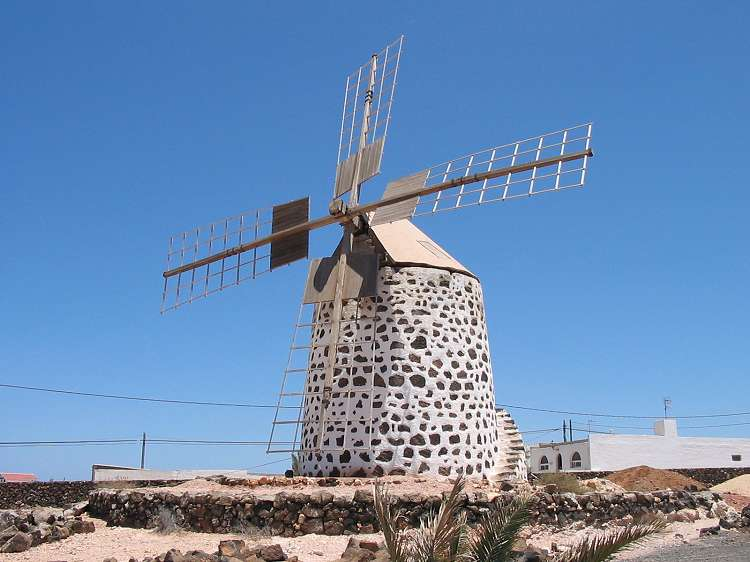
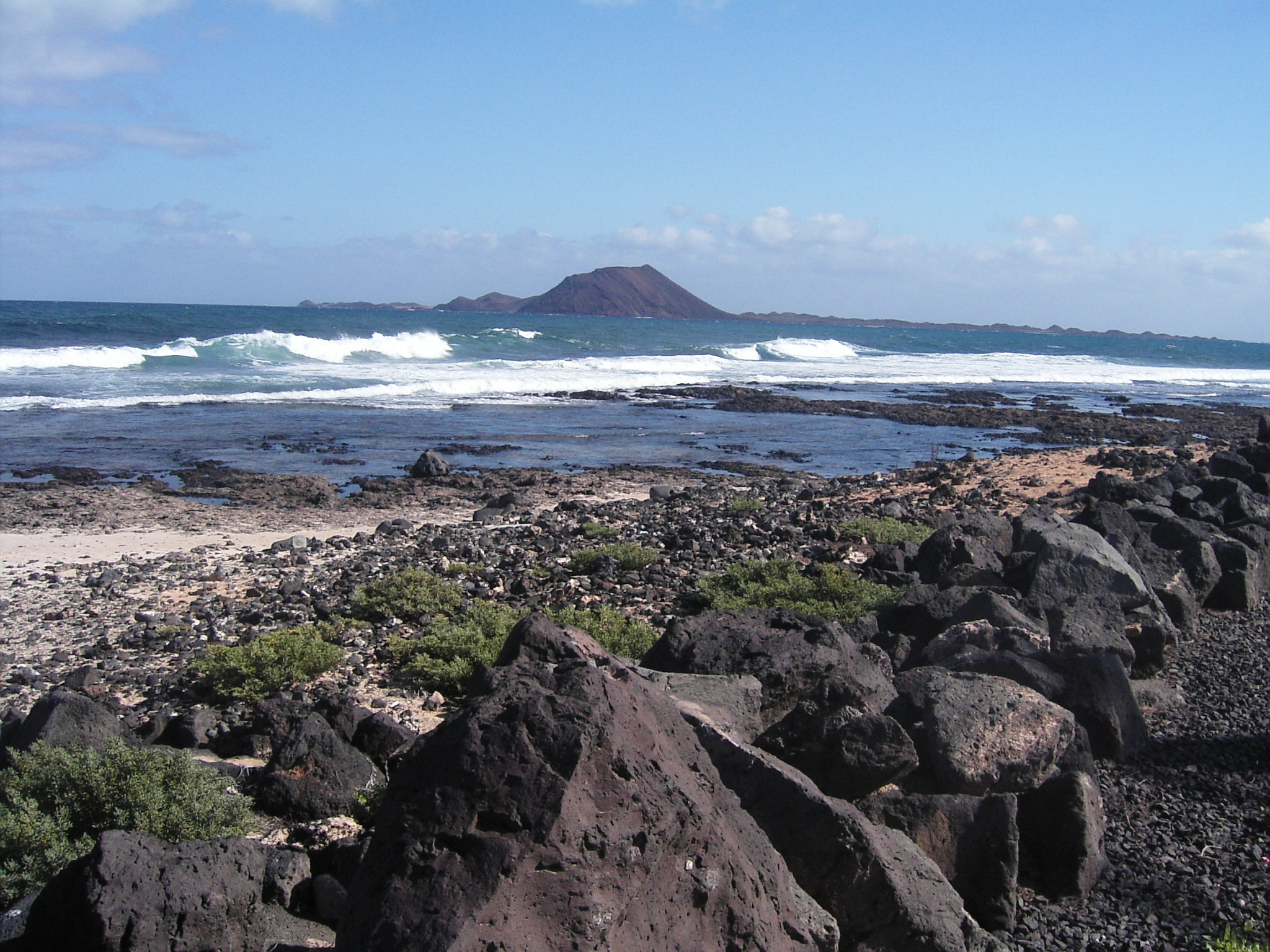
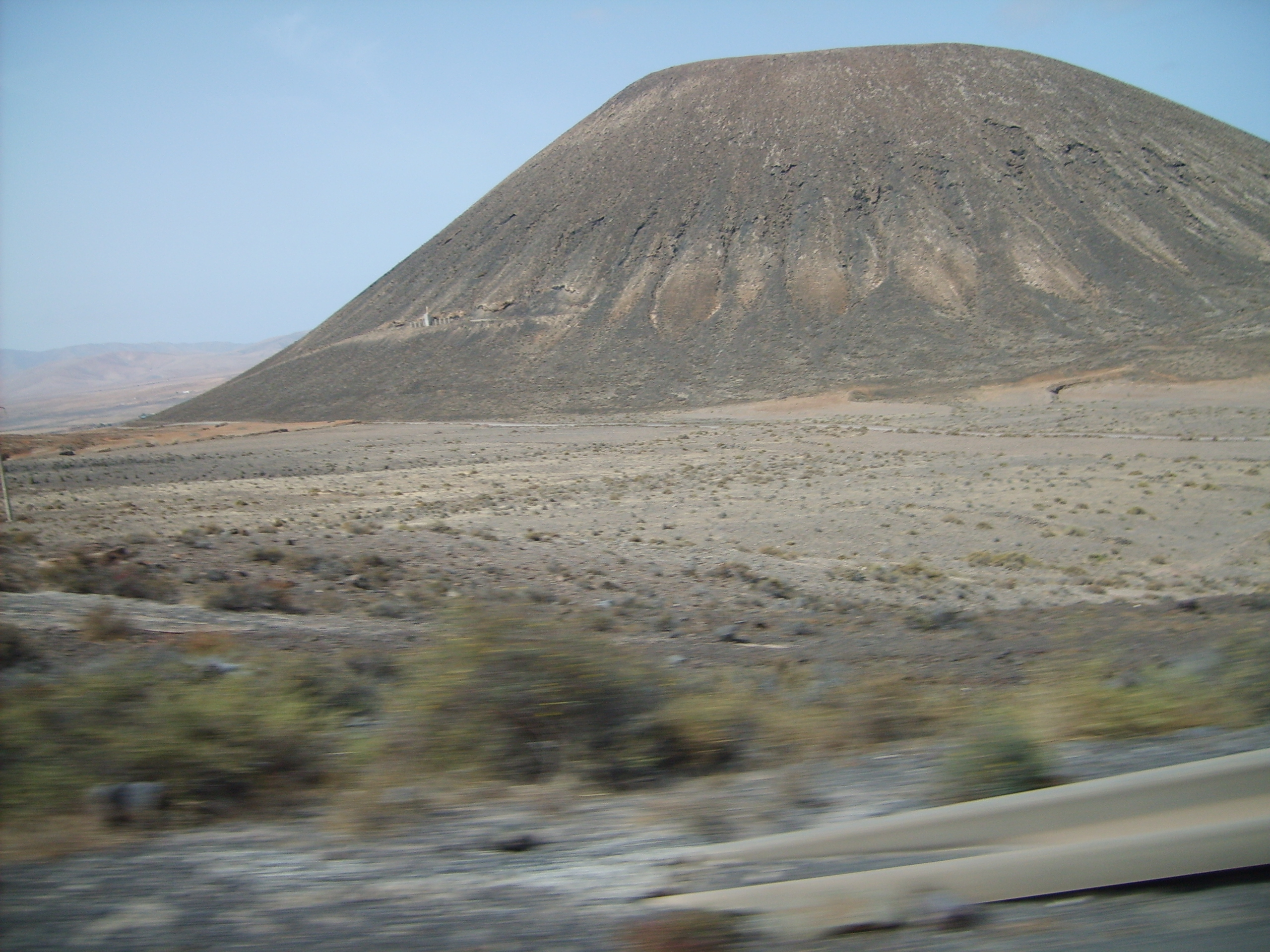
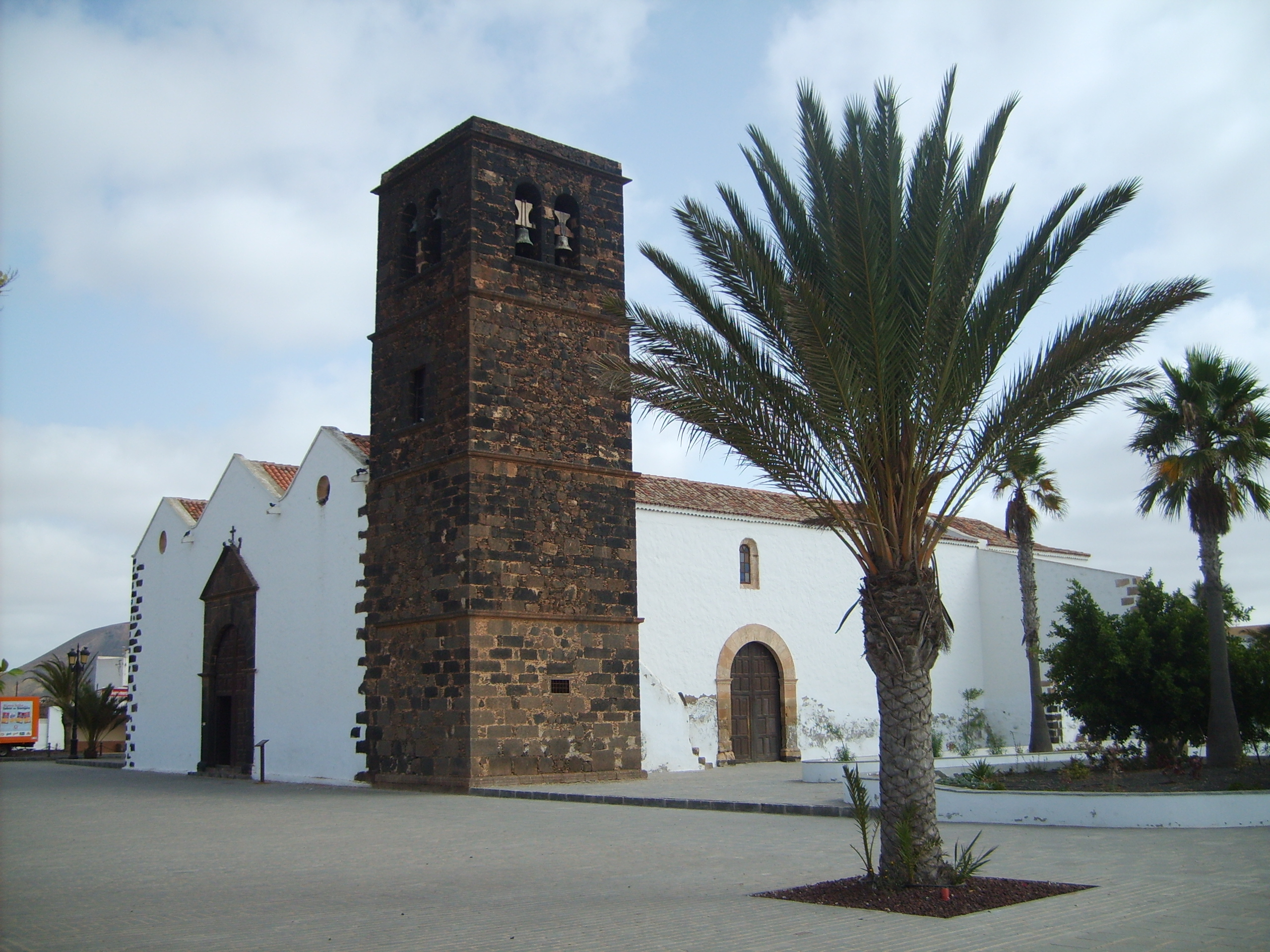

## أعلام
- ألبرتو خيمينيز
- خوان إسماعيل